# ウィリー・スティール
ウィリアム・サミュエル・"ウィリー"・スティール（William Samuel "Willie" Steele、1923年7月14日 - 1989年9月19日）は、アメリカ合衆国の男子陸上競技選手である。スティールは、1948年に開催されたロンドンオリンピックの走幅跳で金メダルを獲得した。

## 経歴
スティールは1946年と1947年のAAU主催大会で優勝し、1948年のオリンピックのアメリカ合衆国国内予選では、ファウルとなったがジェシー・オーエンスが持っていた当時の世界記録を上回る8.17mを出している。
スティールは足首を負傷してしまい、オリンピックでは2回試技に挑んだだけだったが、いずれも好記録であった。彼は予選B組で7.780mの記録を出して1位となった。決勝では、当時のオリンピック記録となる7.825mで金メダルを獲得している。
没後、2009年にはアメリカ合衆国陸上競技殿堂入りの栄誉を受けた。